# 邵水
邵水，是位於中国湖南省邵東市、雙清區的一条河流，汇入资水，属于资水水系。河长112千米，流域面积2068平方千米，多年平均流量立方米每秒。